# Graphium evemon
Graphium evemon är en fjärilsart som först beskrevs av Jean Baptiste Boisduval 1836.  Graphium evemon ingår i släktet Graphium och familjen riddarfjärilar. Inga underarter finns listade i Catalogue of Life.